# Dos tipos duros
Dos tipos duros és una pel·lícula espanyola de comèdia de cinema negre del 2003 dirigida per Juan Martínez Moreno, autor també del guió, i protagonitzada per Antonio Resines i Jordi Vilches.

## Repartiment
Paco és un pinxo a sou en declivi que ha de pagar un deute ensenyant l'ofici a Álex, nebot del seu creditor, Don Rodrigo. Per saldar el deute planeja segrestar Aramis, una carnissera inofensiva, i demanar-ne un rescat substanciós. Però Àlex és força maldestre i incorpora al tàndem Tatiana, una prostituta en dificultats. Això provoca que siguin perseguits per malfactors de debò.
- Antonio Resines...	Paco
- Elena Anaya...	Tatiana
- Rosa Maria Sardà...	Aramis
- Jordi Vilches...	Alex
- Manuel Alexandre...	Don Rodrigo
- Pedro Beitia...	Raulito
- Fele Martínez...	Bebe
- Joan Crosas...	Víctor
- Jaime Blanch...	Reinaldo Peña
- Mariola Fuentes	...	Reme
- Antonio Gamero	...	Gumersindo

## Premis i nominacions
Medalles del Cercle d'Escriptors Cinematogràfics de 2003
- Nominat al millor actor secundari (Jordi Vilches).

Festival de Màlaga
- Guanyador del premi de l'audiència i nominat a la Biznaga de Oro.